# Čeminac

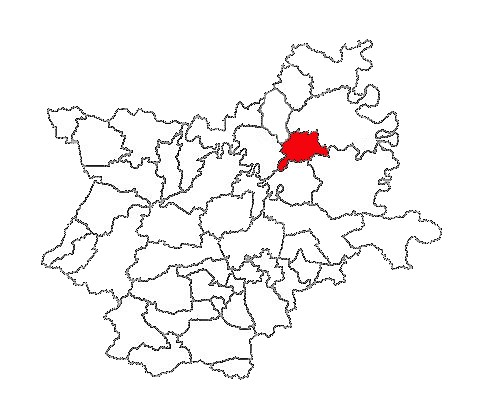
Lage der Gemeinde Čeminac in der Gespanschaft Osijek-Baranja

Čeminac (ungarisch Laskafalu, serbisch-kyrillisch Чеминац, deutsch Laschkafeld) liegt im Nordosten Kroatiens in der Gespanschaft Osijek-Baranja. Čeminac ist der Verwaltungssitz der gleichnamigen Gemeinde mit 2502 Einwohnern.

## Geographie
Der Ort und die gleichnamige Gemeinde Čeminac liegt in der Mitte der kroatischen Baranja. Sie grenzt an die Gemeinden Jagodnjak, Beli Manastir, Kneževi Vinogradi, Bilje, und Darda.
Die Gemeinde besteht aus den Dörfern Čeminac, Grabovac, Kozarac, Mitrovac und Novi Čeminac.
Čeminac wird in der staatlichen Liste der unterentwickelten Gemeinden aufgelistet.

## Geschichte
Čeminac war bereits 2900 v. Chr. bis 1400 v. Chr., in der Bronzezeit, von Menschen besiedelt. Auf einem Ackerfeld, nahe dem Ort, wurden zahlreiche Keramikfragmente aus der Vučedol-Kultur entdeckt. Außerdem wurden während den Ausgrabungen auch Exponate entdeckt, die dem Mittelalter zuzuordnen sind.
Der heutige Ort wurde gemäß Unterlagen der Pfarrei „Darda“ um 1721 unter dem Namen Laschkafeld gegründet. Die ersten 42 Familien kamen als Kolonisten aus der südthüringischen Stadt Eisfeld, damals Herzogtum Sachsen-Hildburghausen und aus dem Hochstift Fulda. Gesprochen wurde ein mainfränkischer Dialekt.
Nach dem Ende des Ersten Weltkrieges und bis zum Friedensvertrag von Trianon gehörte die Region zum Komitat Baranya. Im Jahr 1918 wurde es dem neuen Königreich Jugoslawien zugesprochen. Während des 2. Weltkrieges, von 1941 bis 1945, gehörte das Gebiet wieder zu Ungarn. Nach Ende des Zweiten Weltkrieges folgte dann die Eingliederung in die SFR Jugoslawien. Die deutsche Bevölkerung musste Jugoslawien verlassen oder wurde in Arbeitslagern inhaftiert und enteignet.
Nach der Unabhängigkeit Kroatiens 1991 und dem darauffolgenden Kroatienkrieg fiel der Ort in die Hände der aufständischen Serben. Die nichtserbische Bevölkerung wurde teilweise vertrieben. Im Jahr 1998 wurde Čeminac und die südliche Baranja sowie Syrmien per Friedensabkommen an Kroatien friedlich eingegliedert.

## Bevölkerung
Die Gemeinde Čeminac hatte laut dem letzten Zensus 2021 insgesamt 2502 Einwohner, die folgendermaßen in den fünf zugehörigen Dörfern verteilt sind:
| Dorf         | Einwohner |
| ------------ | --------- |
| Čeminac      | 865       |
| Grabovac     | 739       |
| Kozarac      | 622       |
| Novi Čeminac | 254       |
| Mitrovac     | 16        |

Nach der Volkszählung im Jahr 1991 waren 1413 der 75 % Einwohner Kroaten, 9 % Serben, 5 % bezeichneten sich als Jugoslawen und 4 % Ungarn.
| Bevölkerungsentwicklung | Bevölkerungsentwicklung | Bevölkerungsentwicklung | Bevölkerungsentwicklung | Bevölkerungsentwicklung | Bevölkerungsentwicklung | Bevölkerungsentwicklung | Bevölkerungsentwicklung | Bevölkerungsentwicklung | Bevölkerungsentwicklung | Bevölkerungsentwicklung | Bevölkerungsentwicklung | Bevölkerungsentwicklung | Bevölkerungsentwicklung | Bevölkerungsentwicklung | Bevölkerungsentwicklung | Bevölkerungsentwicklung |
| ----------------------- | ----------------------- | ----------------------- | ----------------------- | ----------------------- | ----------------------- | ----------------------- | ----------------------- | ----------------------- | ----------------------- | ----------------------- | ----------------------- | ----------------------- | ----------------------- | ----------------------- | ----------------------- | ----------------------- |
| 1857                    | 1869                    | 1880                    | 1890                    | 1900                    | 1910                    | 1921                    | 1931                    | 1948                    | 1953                    | 1961                    | 1971                    | 1981                    | 1991                    | 2001                    | 2011                    | 2021                    |
| 1049                    | 1130                    | 1267                    | 1369                    | 1234                    | 1277                    | 1548                    | 1714                    | 1273                    | 1256                    | 1578                    | 1484                    | 1331                    | 1413                    | 1108                    | 968                     | 865                     |

## Kultur und Sehenswürdigkeiten
- Die katholische Pfarrkirche wurde im Jahr 1906 an Stelle der alten Kirche errichtet. Das Gotteshaus wurde durch Vandalismus der damaligen Bewohner, nach Ende des Zweiten Weltkrieges, stark verwüstet und befand sich bis 1964 in einem desolaten Zustand. Danach wurden ausführliche Renovierungsarbeiten durchgeführt. Am 10. April 1992 wurde die Kirche ein zweites Mal zerstört, durch serbische Aufständische während des Kroatienkrieges, die das Gebäude bis auf die Grundmauern niederbrannten. Der Wiederaufbau erfolgte zwischen 2001 und 2003.[8]

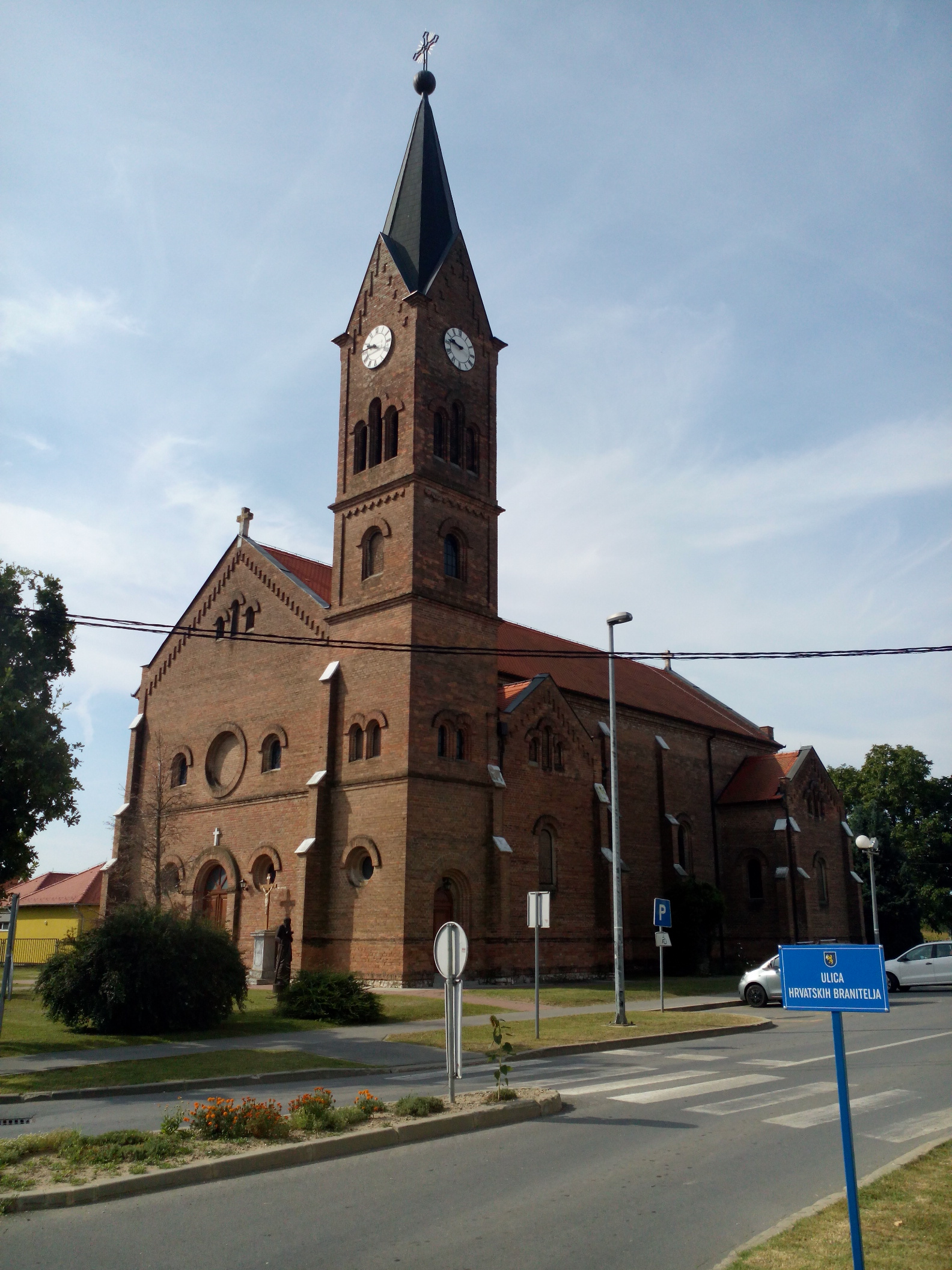
Römisch-katholische Herz Jesu Kirche
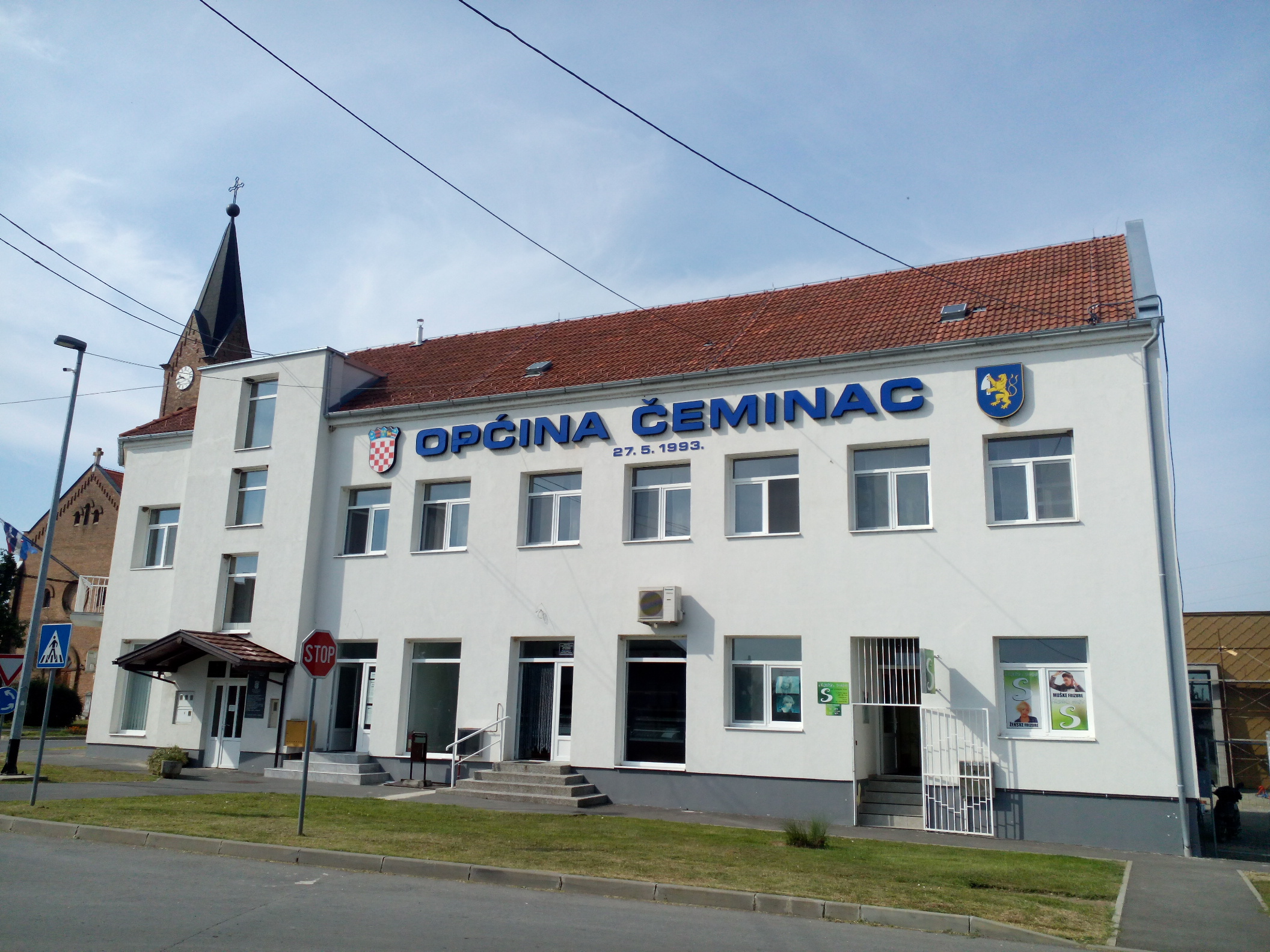
Rathaus in Čeminac
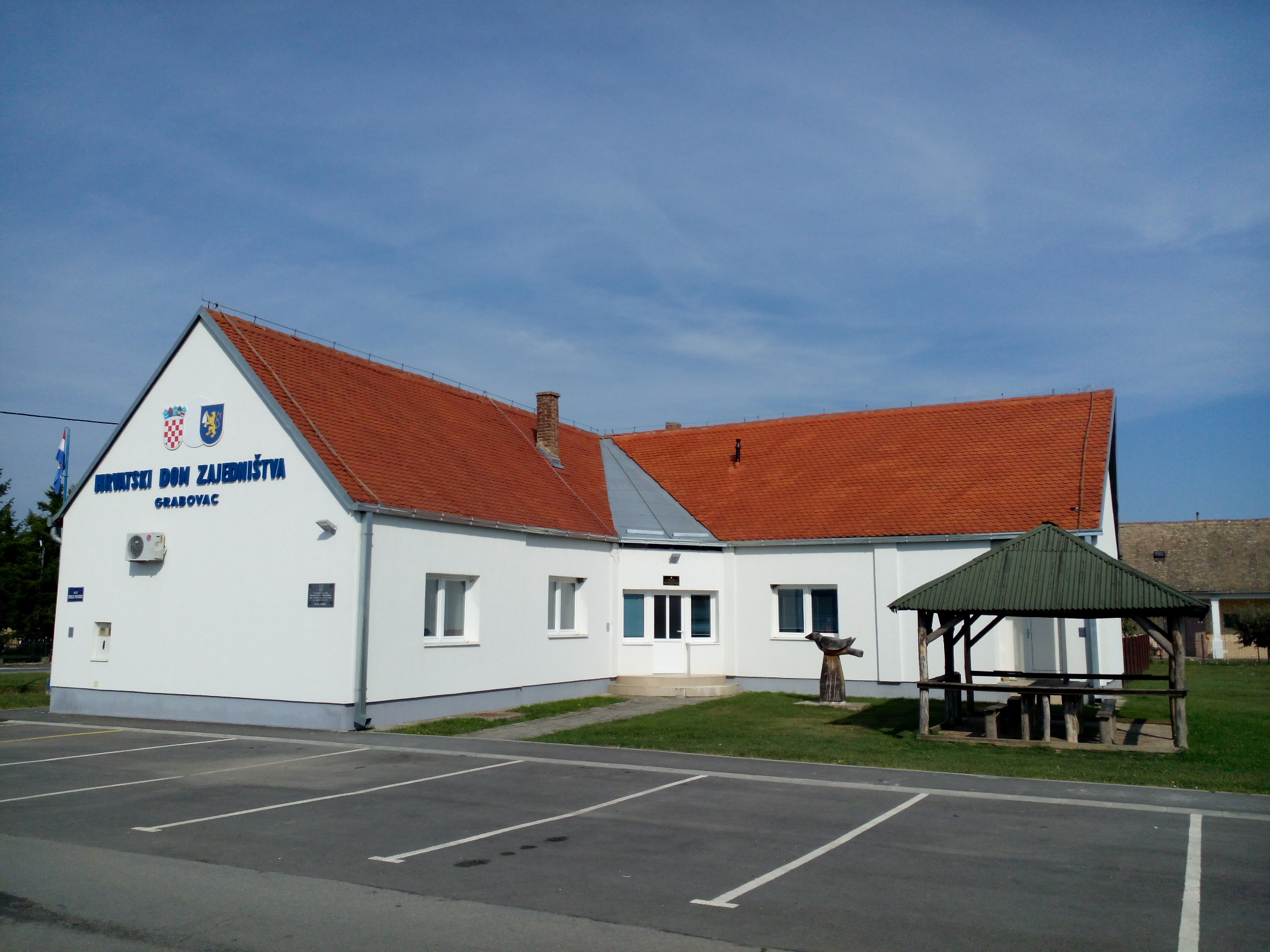
Gemeinschaftshaus
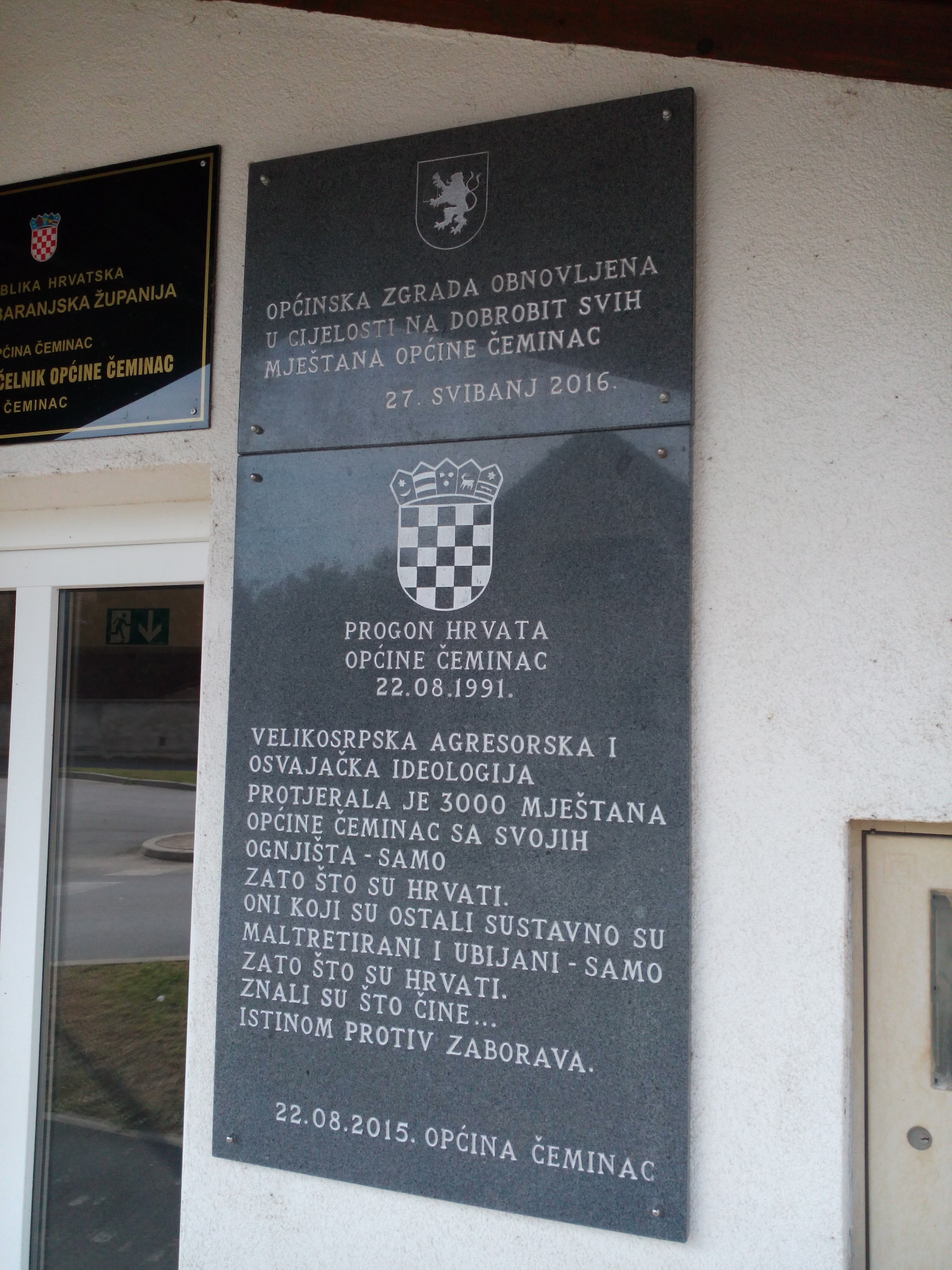
Gefallenendenkmal

## Bildung
- Die Grundschule „Matija Gubec“ wurde im Jahr 1967 erbaut und verfügt über acht Klassen.